# Carolus-Duran
Charles Émile Auguste Durand, conocido como Carolus-Duran (Lille, 4 de julio de 1837-París, 17 de febrero de 1917), fue un pintor e instructor de arte francés. Es conocido por sus pinturas de la alta sociedad en la Tercera República de Francia.

## Biografía
Carolus-Duran nació en Lille. Estudió en la Academia de su ciudad y luego en la Académie des Beaux-Arts en París. En 1861, viajó a Italia y España para cursar estudios superiores, sobre todo dedicados a las pinturas de Velázquez. Su pintura dramática Asesinados o El asesinato (1866), fue uno de sus primeros éxitos, ahora en el Palais des Beaux-Arts de Lille.
Carolus-Duran es muy conocido como pintor de retratos, maestro de algunos de los artistas más brillantes de la siguiente generación, como es el caso del español Ramón Casas. También fue profresor en la Academia Julian de la pintora impresionista Eurilda Loomis France. Su pintura Virgen con el guante (1869), un retrato de su esposa, fue comprado por el Musée du Luxembourg en París.
En 1889, fue nombrado comendador de la Legión de Honor. En 1890 participó en la creación de la Sociedad Nacional de Arte Francés (Société Nationale des Beaux Arts). Se convirtió en un miembro de la Académie des Beaux-Arts en 1904, y al año siguiente fue nombrado director de la Academia de Roma. Murió en París.

## Obra
La obra de Carolus-Duran se halla repartida por las grandes pinacotecas del mundo, particularmente por las francesas del Louvre, el Museo de Orsay o el estadounidense Museo Metropolitano de Arte de Nueva York.
- Dame en noir, 1859
- Le Convalescent , 1860
- Zacharie Astruc, 1860, Museo de Orsay, París
- Edmond Lebel, 1862
- El asesinato, 1866
- Le Baiser, 1868, Palais des Beaux-Arts de Lille
- San Francisco de Asís, 1868
- El triunfo de Baco, 1868
- Virgen con el guante, 1869
- Merrymakers, 1870
- Mademoiselle de Lancey, 1876.
- Study of Lilia, 1887
- Estudio de Mrs. William Astor

## Galería
|                                                              |
| Retrato de G. Feydeau, 1899. Palais des Beaux-Arts de Lille. |

|                                                                          |
| Mademoiselle de Lancey, 1876. Musée des Beaux-Arts de la ville de Paris. |

|                                                                                                 |
| Retrato de María Reyna de Fernández Blanco, 1899. Museo Nacional de Bellas Artes, Buenos Aires. |